# Jambes
Jambes is een deelgemeente van de Belgische stad Namen, het was een zelfstandige gemeente tot 1 januari 1977.

## Ligging
Het stadsdeel strekt zich over een lengte van circa 7 kilometer uit over de rechteroever van de Maas; aan de overzijde ligt het oude stadscentrum van Namen en de Confluent, de samenvloeiing van de Maas en de Samber. Jambes is met drie verkeersbruggen en een brug voor het spoorverkeer verbonden met Namen. De oudste van deze bruggen, de Pont de Jambes, dateert uit de 11e eeuw. Jambes grenst noordelijk aan Beez, oostelijk aan Erpent en zuidelijk aan Dave. Het heeft zowel een treinstation aan de lijn Namen-Aarlen, als aan de lijn Namen-Dinant. De voornaamste verkeersader is de N-4, zuidwaarts richting Aarlen. Jambes heeft voorts uitvalswegen naar Andenne en Dinant (via de rechter-Maasoever).

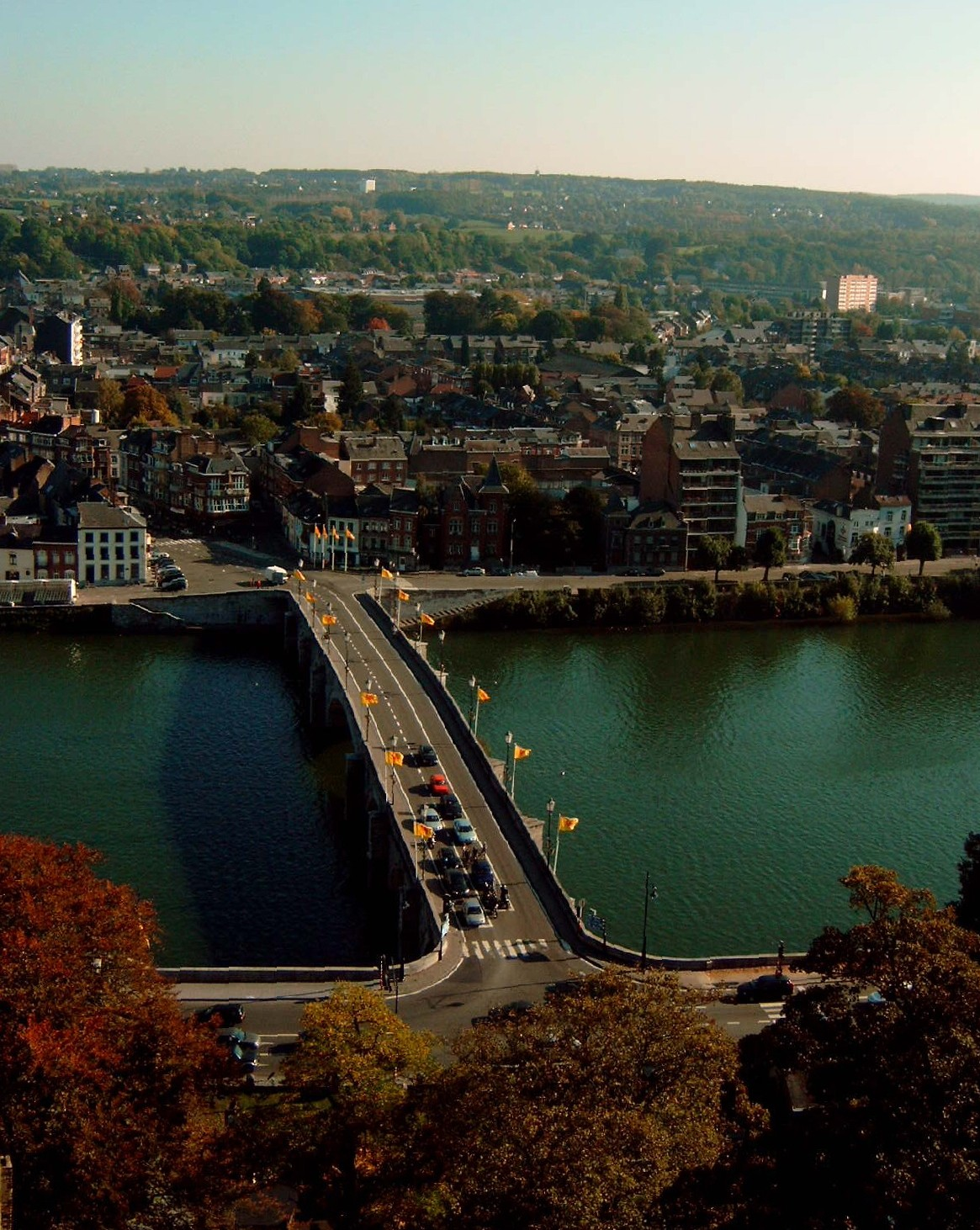
Pont de Jambes

## Geschiedenis
Jambes maakte tot aan het einde van de 18e eeuw deel uit van het Prinsbisdom Luik. Door de strategisch ligging tegenover de Citadel van Namen, stond de plaats in bijzondere belangstelling van verschillende strijdmachten die Namen wilden veroveren.
Tot aan het begin van de 20e eeuw wist Jambes zijn rurale karakter te bewaren. Het bood echter de voornaamste groeimogelijkheid voor de stad Namen, waarvan het oude gedeelte ingeklemd ligt tussen de heuvel van Bouge en de heuvel van de Citadel. Zo kon het gebeuren dat Jambes bij de stad Namen werd getrokken en naar inwonertal inmiddels het oude Namen overtreft.

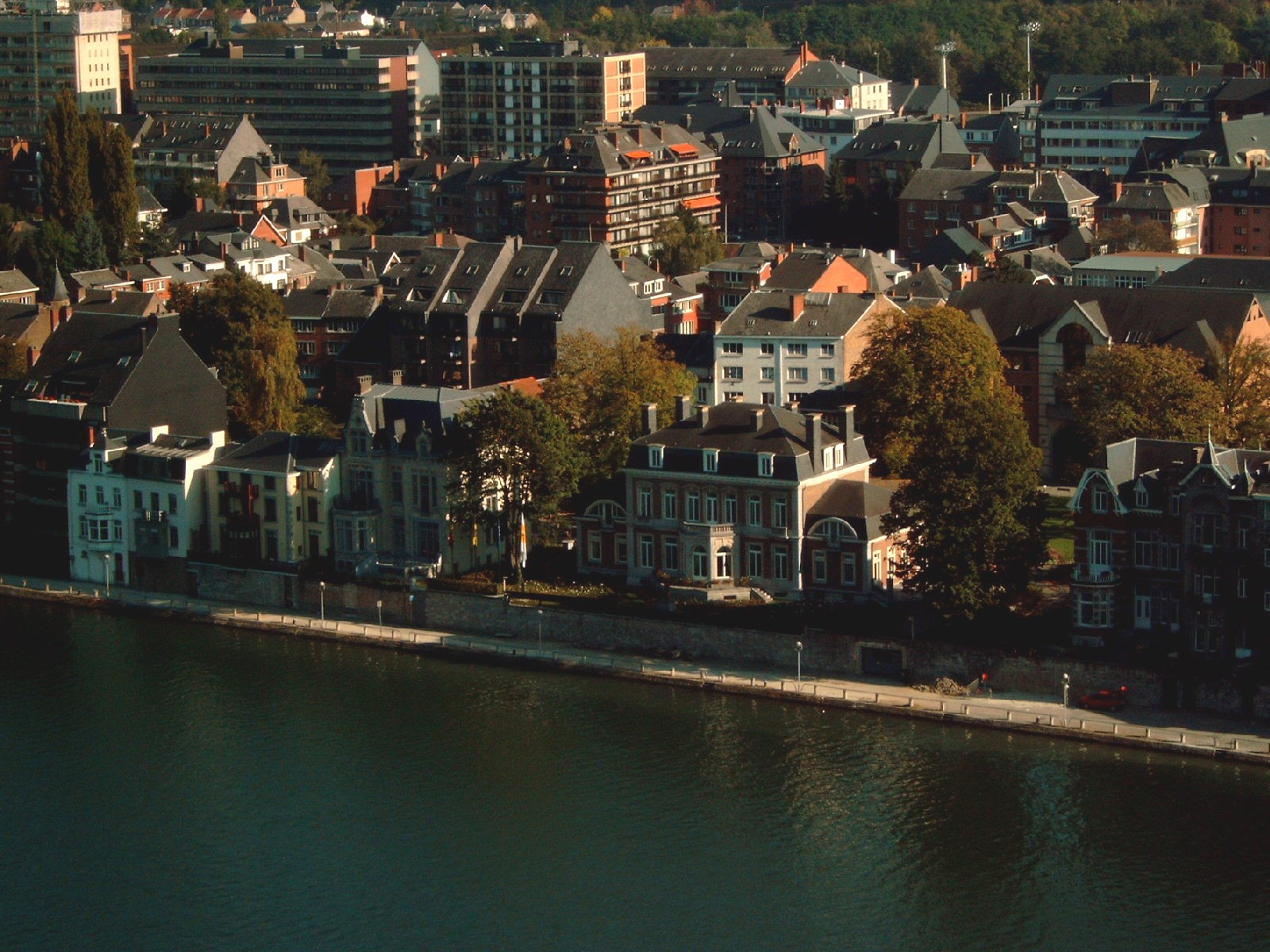
Het Elysette in Jambes aan de Maas

## Demografische ontwikkeling
- Bronnen:NIS, Opm:1831 tot en met 1970=volkstellingen, 1976= inwonersaantal op 31 december

## Economische activiteit
Jambes is vooral belangrijk als bestuurscentrum: aan de Maas ligt de ambtswoning van de Waalse minister-president, het Elysette genaamd. Verder staan er verschillende grote kantoorcomplexen van het Waalse regiobestuur. Jambes kent nauwelijks industriële activiteit (wel een sinds 1926 bestaande mosterdfabriek: Bister), maar biedt met zijn concentratie van winkelcentra een bijzondere aantrekkingskracht voor het achterland. De grote militaire kazerne, Paul de Wispelaere (niet te verwarren met de gelijknamige schrijver), ingeklemd tussen de uitvalsweg naar Dave/Dinant en de Maas met het eiland Vas t’y frotte, herbergt ook een geniemuseum. In Jambes zijn tal van onderwijsinstellingen gevestigd, waaronder een conservatorium.

## Bezienswaardigheden
- de voormalige abdij van Géronsart (12e eeuw)
- het donjon d'Enhaive (13e eeuw)
- de kerk van Saint-Symphorien in de Rue Jean Materne, vlak bij de Pont de Jambes (19e eeuw)
- herenhuis uit de 18e eeuw, gerestaureerd
- aan de rand van Jambes, op de weg naar Géronsart een complex met een oude, nu gerestaureerde watermolen en het atelier van de beeldhouwer Ward Vande Ryse

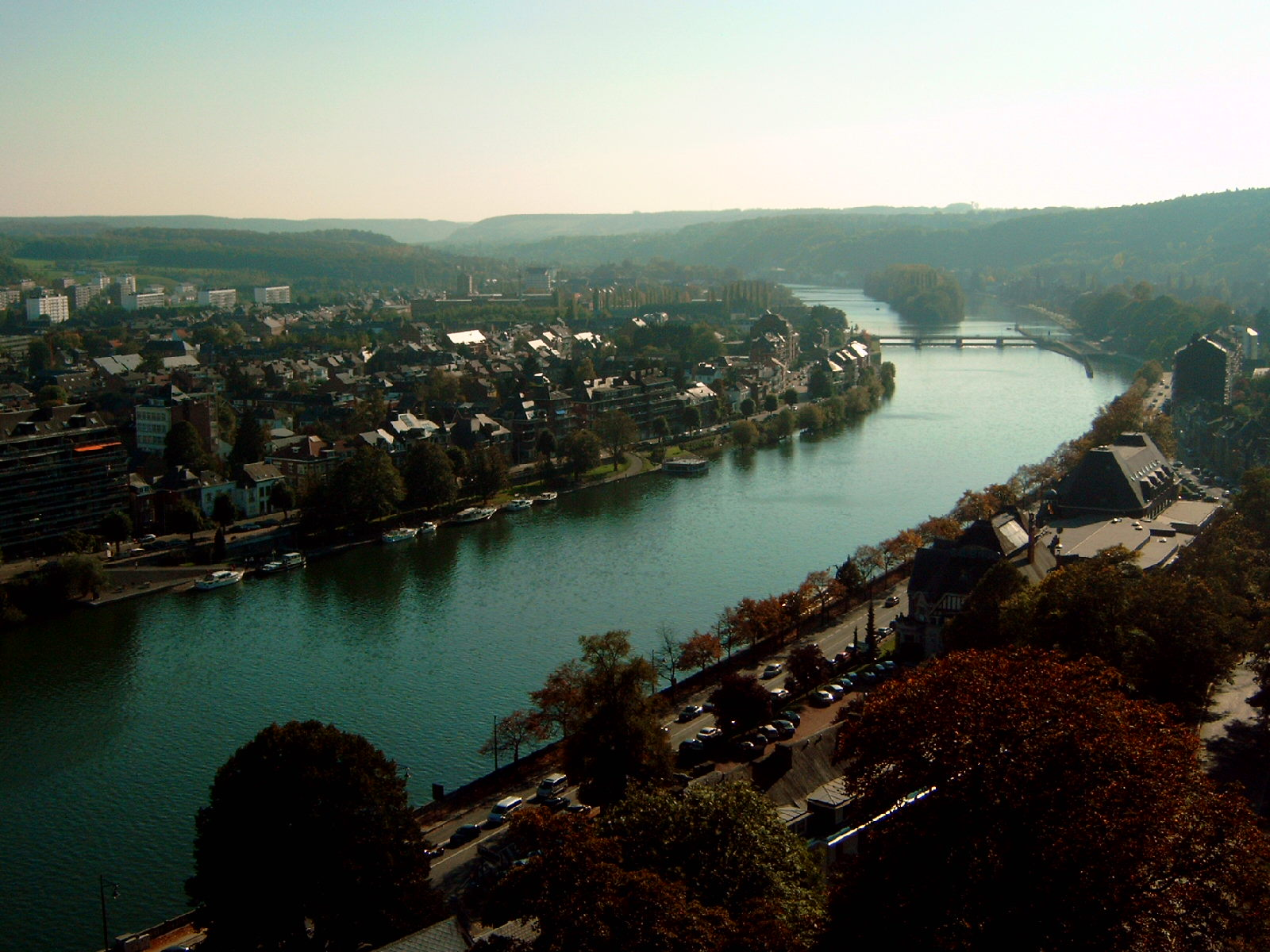
Gezicht op Jambes (links) aan de Maas, met de jachthaven en het eiland Vas t’y frotte

## Vertier
Jambes heeft een ijsbaan van 1500 m² en het grote bioscopencomplex Acinapolis.
Elke zondag is er een vlooienmarkt aan de Boulevard de la Meuse.
Met Hemelvaart wordt het festival Jambes en Fête gevierd, op de maandag van Pinksteren het Corso de Jambes (een soort carnavalsoptocht) en eind juli het Festival van Werelddans en Wereldmuziek.

### Jachthaven
De jachthaven van Jambes ligt pal tegenover het casino van Namen en is bijzonder populair bij Nederlandse pleziervaarders. Vanuit deze jachthaven vertrekt een pontje, de Namourette, dat Jambes verbindt met Namen en dat de Samber opvaart tot aan Salzinnes.

## Geboren in Jambes
- André-Joseph Léonard, Belgisch aartsbisschop